# Paratropus erberlingi
Paratropus erberlingi är en skalbaggsart som beskrevs av Kanaar 1997. Paratropus erberlingi ingår i släktet Paratropus och familjen stumpbaggar. Inga underarter finns listade i Catalogue of Life.